# QW-1
«Цяньвэ́й» (экспортное название — QW-1, пиньинь сокр. от Qián wèi [前衛], с кит. — «авангард») — китайский переносной зенитный ракетный комплекс, скопированный 50/50 с советской модели — ПЗРК «Игла-1» (головная часть, рулевая машинка) и инкорпорировавший в себя ряд конструктивных решений американского аналога — «Стингер» (ракета в целом, оперение, выбрасывающий двигатель, наземный источник питания). Поступили на замену в частях Народно-освободительной армии Китая комплексов HN-5.

## История
В ходе процесса деколонизации Анголы бывшей португальской колонией, исходно, СССР и КНР поддерживали все три основных национально-освободительные движения, формально стоявшие на социалистических позициях различного толка и участвовавшие в борьбе с португальской колониальной администрацией — МПЛА, УНИТА, ФНЛА и ряд более мелких организаций и движений. Вскоре после прихода их к власти и эвакуации португальских подданных из страны, началась ожесточённая борьба за власть, быстро перетекшая в гражданскую войну с иностранной интервенцией, в которой СССР поддержал захватившую при его содействии власть в столице страны Луанде и ставшую единственной правящей партией МПЛА, а КНР, ЮАР, США и страны НАТО поддержали вставшие в оппозицию движения УНИТА и ФНЛА, которые при поддержке указанных государств начали вести затяжную партизанскую войну против установленного в стране просоветского социалистического режима с периодической активизацией и интенсификацией боевых действий в южной части страны на границе с Намибией, откуда южноафриканская авиация совершала регулярные авианалёты, нанося ракетно-бомбовые и бомбо-штурмовые удары по позициям правительственных войск (ФАПЛА), штабам и пунктам боевого управления с находившимися там советскими военными советниками. Для прикрытия войск и органов управления ими от налётов авиации противника СССР поставил в Анголу партию экспортных моделей ПЗРК «Игла-1», которые в ходе одного из боестолкновений попали в руки противника. Вскоре, ПЗРК захваченные повстанцами в боях с правительственным войсками были переданы китайским военным советникам при региональном аппарате движения УНИТА в Заире. После чего, трофейные комплексы были переправлены в Китай, тщательно изучены китайскими учёными и инженерами Северокитайской промышленной корпорации на предмет организации серийного производства собственной копии. Первоначально «Цяньвэй» являлся стопроцентной копией «Иглы». Позже в распоряжение китайской стороны был получен из Пакистана образец экспортной модели поставлявшихся туда «Стингеров», в результате чего в конструкцию комплекса и ракеты был внесён целый ряд изменений.
Производство
Серийное производство контрафактной нелицензионной копии, получившей словесное название «Цяньвэй» было налажено на заводе № 119 в Шэньяне, ныне входящим в структуру компании Shenyang Hangtian Xinle Ltd. Продажей комплексов китайского производства за рубеж под международным экспортным индексом QW-1 занимается Китайская внешнеторговая корпорация.
Постановка на вооружение
Комплекс поступил на вооружение НОАК в 1992 году. По состоянию на 1998 год, дивизион ПВО НОАК имел 600 человек личного состава, оснащённых комплексами различной дальности действия и категории мобильности HQ-2, HQ-3, HQ-7, HQ-61, LY-60, PL-9, HY-5 и QW-1. В качестве средства прикрытия войск, переносными зенитными ракетными комплексами оснащаются зенитные ракетные взводы (ЗРВ), которые либо включаются в штат, либо прикомандировуются на определённый срок к мотострелковым или танковым батальонам различных родов войск. Стандартный ЗРВ состоит из 1 офицера и 28 солдат, оснащённых 12 комплексами QW-1 или аналогичных им (например, QW-2).
Экспорт за рубеж
Первая публичная презентация «Цяньвэй» на международном рынке вооружений состоялась 5—11 сентября 1994 года на международной выставке вооружений и военной техники в Фарнборо, Великобритания. О презентуемой публике китайской ракете было заявлено, что она превосходит американский «Стингер» по дальности действия, чувствительности головки самонаведения, мощности боевой части и другим параметрам. Традиционный союзник Китая в Центральной Азии — Пакистан импортировал 750 ПЗРК «Цяньвэй» в период 1994—2003 гг., после чего наладил собственное производство по лицензии («Анза-2», в пер. с урду — «копьё»). Разработка велась совместно специалистами Северокитайской промышленной корпорации и Исследовательской лаборатории им. А. К. Хана в Кахуте (Пакистан) совместно с Институтом промышленных систем управления в Равалпинди (Пакистан). Впоследствии, крупными заказчиками комплекса стали Индонезия, Мьянма и Таиланд.

## Цикл стрельбы
Комплекс обслуживается расчётом из двух военнослужащих: стрелком и помощником. В случае визуального обнаружения цели или получения соответствующего сигнала от передовых наблюдателей, стрелок удостоверяется в том, что переключатель режима огня на корпусе пускового механизма находится в положении «НАВСТРЕЧУ» (接近), пристыковывает пусковой механизм и наземный источник питания к пусковой трубе с ракетой, вскидывает комплекс себе на плечо, поднимает стойки прицельных приспособлений, прикладывается правой щекой к пусковой трубе, наблюдает сектор обстрела через заднюю и переднюю стойки прицела и изготавливается к обстрелу цели, а помощник в это время снимает с пусковой трубы переднюю и заднюю заглушки, после чего комплекс готов к боевому применению. Нажатие на спусковую скобу до середины её хода и удерживание её в таком положении активирует наземный источник питания, который запитывает энергией электросистему комплекса, одновременно разгерметизирует ёмкость с хладагентом, который заполняет пространство в носовой части ракеты вокруг приёмника инфракрасного излучения и охлаждает головку самонаведения до рабочей температуры. Захват цели головкой самонаведения осуществляется стрелком вручную, методом совмещения целика прицельного приспособления с целью, об успешном захвате цели стрелок предупреждается аудиовизуальным сигналом (мерцающий световой сигнал прицельного приспособления и звуковой зуммер из динамика пускового механизма). После чего, спусковая скоба вдавливается до упора, активируя электроцепь запуска и подавая электрический импульс на выбрасывающий двигатель, который приводит ракету в движение, полностью выгорая во время движения ракеты внутри пусковой трубы, после чего ракета покидает пусковую трубу на скорости, обеспечивающей её отлёт вперёд на безопасное для стрелка расстояние, где начинает работу маршевый двигатель и ракета летит к точке встречи с целью. После успешного пуска или в случае невыхода ракеты, стрелок отстыковывает пусковой механизм и выбрасывает стрелянную пусковую трубу (или аккуратно кладёт на поверхность грунта бракованную), и при наличии боеприпасов может повторить обстрел цели в указанной последовательности. Приведенная выше последовательность операций цикла стрельбы соответствует ручному режиму захвата и пуска в программе подготовки специалистов по применению комплекса «Игла-1» при стрельбе навстречу. При стрельбе вдогон, переключатель режима огня ставится пальцевым усилием на режим «ВДОГОН» (后), после чего спусковая скоба вдавливается до упора сразу после наведения на цель.

## Тактико-технические характеристики
- Длина ракеты — 1447 мм
- Диаметр ракеты — 71 мм
- Размах оперения в полёте — 250 мм
- Масса ракеты в пусковой трубе — 16,5 кг
- Масса ракеты — 10,68 кг
- Тип выбрасывающего двигателя — твердотопливный мгновенного выгорания
- Тип маршевого двигателя — твердотопливный прогрессивного горения
- Тип головки самонаведения — инфракрасная охлаждаемая
- Способ сканирования сектора воздушного пространства приёмником ИК-излучения — коническое сканирование
- Чувствительность головки самонаведения на дальностях — до 18,5 км
- Система наведения — пассивное самонаведение в двух режимах

- на маршевом участке траектории — пропорциональное сближение
- на терминальном участке траектории — наведение на источник наибольшего ИК-излучения

- Основной полупроводниковый материал приёмника ИК-излучения — антимонид индия
- Хладагент для охлаждения головки самонаведения — жидкий азот
- Тип боевой части — осколочно-фугасная
- Масса боевой части — 1,42 кг
- Масса взрывчатого вещества — 0,55 кг
- Тип взрывателя — контактный
- Маршевая скорость ракеты — 600 м/сек
- Максимальная перегрузка — 16 G
- Дальняя граница зоны пуска — 5600 м
- Дальняя граница зоны поражения — 5000 м
- Ближняя граница зоны поражения — 500 м
- Наклонная дальность до цели — 500 … 5000 м
- Досягаемость по высоте — 30 … 4000 м
- Время срабатывания механизма самоподрыва — 14 … 18 сек
- Время перевода комплекса из походного положения в боевое — 10 сек
- Время выхода наземного источника питания на режим (готовности к пуску) — 3,5 сек
- Время работы наземного источника питания — 50 сек

## Модификации
Китай
- QW-1M — усовершенствованные оптические прицельные приспособления и аэродинамические качества ракеты
- QW-1A — поставляется в комплекте с переносным электронным планшетом с ЖК-экраном и переносной радиолокационной станцией наблюдения за воздушной обстановкой и обнаружения целей на дальностях до 15 км (вес — 30 кг)
- QW-11 — позволяет вести обстрел целей, летящих на сверхмалых высотах, боевая часть с неконтактным взрывателем
- QW-11G — более лёгкий и компактный при сохранении и усовершенствовании качественных характеристик (G от Gaijin, с кит. — «модифицированный»)
- QW-18 — пусковой механизм оборудован новым прицельным приспособлением

 Иран
- Мисах-1[англ.] (междунар. Misagh-1 или Misaq 1, также «Митхан-1») — лицензионная иранская копия QW-1, производится на госпредприятии Министерства обороны Ирана «Шахид Ахмад Каземи» в Тегеране

 Пакистан
- Анза-2[англ.] (междунар. Anza-2) — лицензионная пакистанская копия QW-1

## Операторы
Следующие государства эксплуатировали «Цяньвэй» в разное время:
- Иран — 1100 поставлено в 1996—2006 гг.[7]
- Индонезия
- Малайзия — 160 поставлено в 2001—2003 гг.[8]
- Мьянма
- Пакистан — 750 поставлено в период 1994—2003 гг.[9] (до 2007 г. эта цифра возросла до 1150,[10] а к 2012 г. достигла 1650[11])
- Таиланд

Помимо вооружённых сил перечисленных государств, «Цяньвэй» предположительно поставлялся:
- Хезболла (количество не установлено)[12]
- Шиитские военизированные организации Ирака[13]

## Комментарии
1. ↑  13 млн $ за 160 ед., поставленных по контракту в Пакистан с учётом валютного курса 2003 г.: 13,9 китайских юаней за доллар США (в среднем за год).[1]
2. ↑  Источники информации о поставках вооружений негосударственным заказчикам не отвечают требованиям достоверности в части количественных и некоторых других показателей (когда, кем и какое количество единиц было отправлено/получено, какая форма расчётов применялась и т. д.) в степени достаточной, чтобы утверждать о том, что таковые поставки действительно имели место.